# Синещеков, Алексей Давыдович
Алексей Давыдович Синещеков (25 февраля 1904, Динская Кубанская область Российская империя — 2 сентября 1974, Москва СССР) — советский физиолог животных, академик ВАСХНИЛ (1966-74).

## Биография
Родился Алексей Синещеков 25 февраля 1904 года в станице Динская в крестьянской семье. В 1925 году окончил педагогический техникум в Краснодаре, в 1930 году окончил Кубанский сельскохозяйственный институт и до 1933 года работал там же. В 1933 году переехал в Москву и устроился во Всесоюзный институт животноводства, где он сначала работал научным сотрудником, а с 1948 года заведовал лабораторией физиологии пищеварения сельскохозяйственных животных, одновременно с этим занимал должности профессора МГУ и МСХА.
Доктор биологических наук (1943), профессор (1943), академик ВАСХНИЛ (1966).
Награждён орденами «Знак Почёта» (1950), Трудового Красного Знамени (1954), 3 медалями.
Скончался Алексей Синещеков 2 сентября 1974 года в Москве.

## Научные работы
Основные научные работы посвящены физиологии сельскохозяйственным животным. Алексей Давидович является основоположником зоотехнической физиологии.

### Научные труды
- Биология питания сельскохозяйственных животных. Биологические основы рационального использования кормов.— М.: Колос, 1965.— 399 с.
- Физиология питания и режим дня сельскохозяйственных животных [Текст] / А. Д. Синещеков, д-р биол. наук проф. — Москва : Сельхозгиз, 1956. — 143 с. : ил.; 20 см.
- Эффективное использование кормов [Текст] : (Биология питания продуктивных животных и рациональное использование кормов). — Москва : Колос, 1967. — 144 с. : ил.; 17 см.

## Список использованной литературы
- Биологи. Биографический справочник. — Киев, 1984. — 816 с.: ил